# Camping Out (film, 1919)
Pour les articles homonymes, voir Camping Out.
Pour plus de détails, voir Fiche technique et Distribution.
Camping Out (titre alternatif : Camping) est une comédie burlesque américaine écrite et réalisée par Roscoe Arbuckle, sorti en 1919.

## Fiche technique
- Titre : Camping Out
- Titre alternatif : Camping
- Réalisation : Roscoe Arbuckle
- Scénario : Roscoe Arbuckle
- Photographie :
- Montage :
- Producteur : Joseph M. Schenck
- Société de production : Comique Film Corporation
- Société de distribution : Paramount Pictures
- Pays d'origine :  États-Unis
- Langue : film muet avec les intertitres en anglais
- Métrage : 240 mètres
- Format : Noir et blanc — 35 mm — 1,33:1 — Muet
- Genre : Comédie, Film burlesque
- Durée : 20 minutes
- Dates de sortie :
  -  États-Unis : 5 janvier 1919

## Distribution
- Roscoe Arbuckle :
- Alice Lake :
- Al St. John :
- Monty Banks :